# Хуан Рамон Лопес Каро
Хуан Рамон Лопес Каро (ісп. Juan Ramón López Caro; нар. 23 березня 1963, Лебріха) — іспанський футбольний тренер..

## Кар'єра тренера
Хуан Лопес народився в місті Лебріха, провінція Севілья, Андалусія. Почав працювати тренером у 1992 році, в аматорському клубі свого рідного міста «Лебріхана», після чого працював ще у кількох аматорських іспанських команд.
Його першим клубом на професійному рівні стала «Мелілья», яку Хуан Рамон очолював в сезоні 1998/99. Клуб завершив сезон на першій позиції в Сегунді Б, але програв плей-оф і не підвищився у класі.
З 1999 по 2001 рік очолював дублюючу команду «Мальорки», що грала також у Сегунді Б, а влітку 2000 року також у двох матчах очолював першу команду в рамках розіграшу Кубка Інтертото, де іспанці поступились румунському «Чахлеулу» (2:1, 1:3).
Влітку 2001 року Лопес Каро підписав контракт з «Реал Мадридом» і керувати дублюючою командою «вершкових» «Реал Мадрид Кастілья», що виступала у Сегунді Б. Перед командою стояла задача підвищитись у класі, але завоювати путівку в Сегунду тренеру разом з командою вдалося лише з четвертої спроби, у 2005 році.
4 грудня 2005 року, після звільнення Вандерлея Лушембургу, Лопес Каро був призначений головним тренером першої команди. Дебютував на посаді головного тренера «королівського клубу» 6 грудня в матчі Ліги чемпіонів проти грецького «Олімпіакоса». Мадридський клуб поступився 1:2, тим не менш кваліфікувався у плей-оф, де вже у 1/8 фіналу вилетів від лондонського «Арсеналу» (0:1, 0:0). У чемпіонаті ж Хуан Рамон зумів підняти команду з п'ятого місця на друге, але по завершенню сезону 2005/06, який став для мадридців другим поспіль без жодного трофею, був замінений на Фабіо Капелло.
3 червня 2006 року очолив «Расінг», але ще до початку чемпіонату, 6 липня 2006 року покинув клуб, очоливши «Леванте». В цій команді пропрацював до січня 2007 року, поки клуб не програв «Валенсії» (0:3), хоча команда була поза зоною вильоту.
У жовтні 2007 року очолив клуб Сегунди «Сельта Віго», але вже 11 березня 2008 року був звільнений через невдалі результати.
1 липня 2008 року став головним тренером команди молодіжної збірної Іспанії. Із цією командою працював на молодіжному чемпіонаті Європи з футболу 2009 року, на якому іспанці не вийшли з групи. Тим не менш за два роки роботи через команду Лопеса Каро пройшла низка молодих футболістів, що згодом стали гравцями національної збірної, зокрема і на переможному чемпіонаті світу 2010 року та Євро-2012 — Жерард Піке, Хаві Мартінес, Давід де Хеа, Альваро Негредо, Хуан Мата, Начо Монреаль, Сесар Аспілікуета та інші.
14 червня 2010 року був запрошений керівництвом румунського клубу «Васлуй» очолити його команду, ставши найбільш високооплачуваним тренером чемпіонату Румунії в історії, але вже 9 жовтня 2011 року покинув клуб через незадовільні результати.
У січні 2012 року він зайняв посаду спортивного директора Федерації Саудівської Аравії. Роком пізніше він став головним тренером збірної Саудівської Аравії, змінивши Франка Райкарда. Як тренер він кваліфікував збірну на Кубок Азії 2015 року, тим не менш був звільнений ще до початку турніру у грудні 2014 року після того, як програв збірній Катару фінал домашнього Кубка Перської затоки (1:2).
14 січня 2016 року став головним тренером збірної Оману, де працював до 29 листопада того ж року. Незабаром після цього, наприкінці 2016 року, він підписав контракт з китайським клубом «Далянь Їфан». З командою іспанський фахівець зайняв 1 місце у другому за рівнем дивізіоні країни і вивів клуб до Суперліги, після чого у грудні 2017 року покинув клуб.

## Досягнення
- Переможець Сегунди В: 1998-99, 2004-05
- Переможець Першої ліги Китаю: 2017

### Індивідуальні
- Найкращий тренер Першої ліги Китаю: 2017